# Radlje ob Dravi

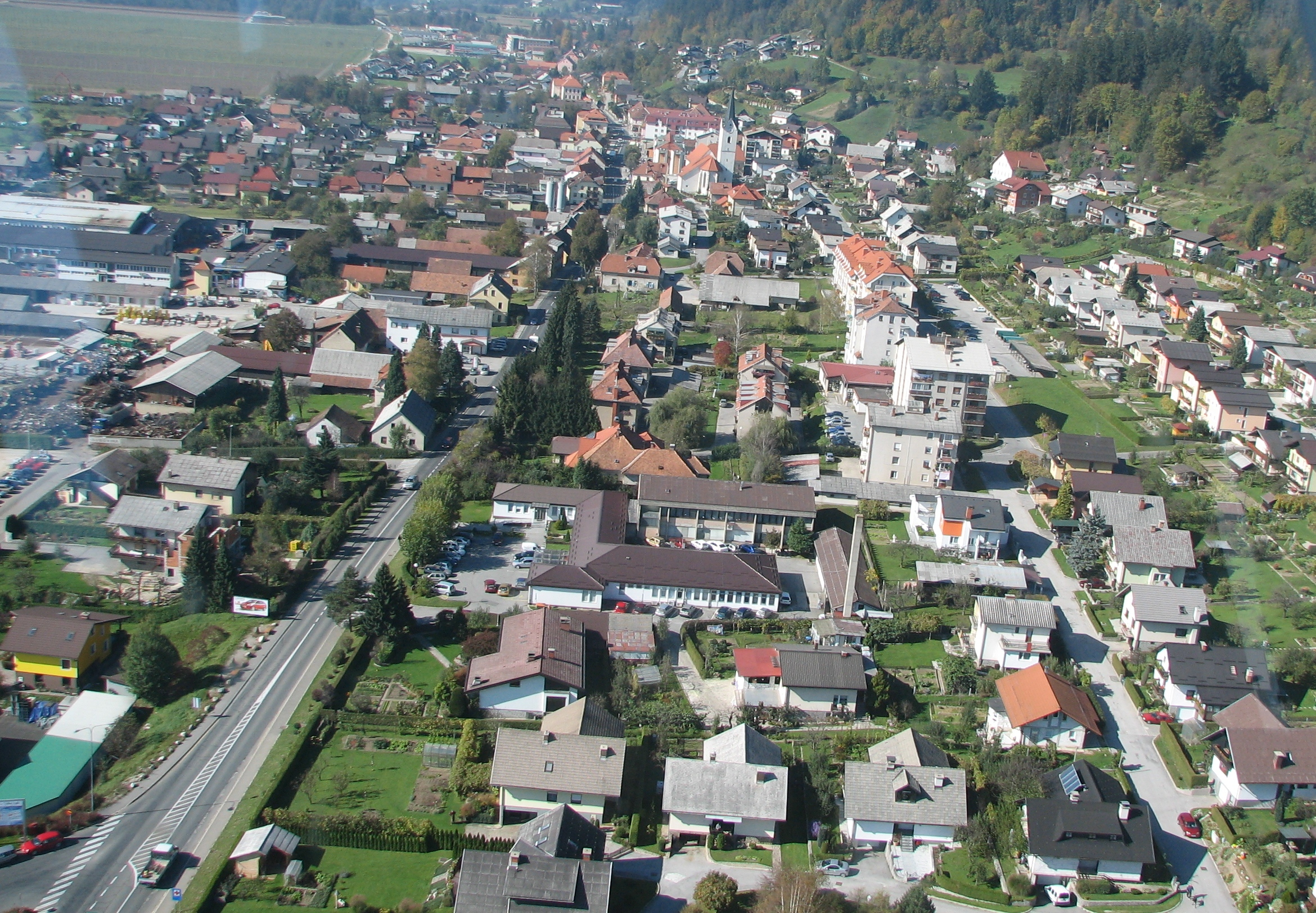
Luftaufnahme von Radlje ob Dravi.

Radlje ob Dravi (deutsch Mahrenberg) ist der Hauptort und Verwaltungssitz der Gemeinde Radlje ob Dravi in der historischen Landschaft Untersteiermark, Region Koroška, in Slowenien.

## Sehenswürdigkeiten
Die Pfarrkirche Radlje ob Dravi ist dem hl. Michael geweiht und befindet sich im Ortszentrum. Die im Kern gotische Kirche wurde zwischen 1713 und 1724 barockisiert und in der zweiten Hälfte des 18. Jhdts. um eine Sakristei erweitert. Eine Malerei an der Presbyteriumsnordwand sowie der Glockenturm sind noch aus der Gotik erhalten geblieben.